# Logaritm zecimal

Graficul funcției logaritm zecimal

Logaritmul zecimal (abreviat lg(x) sau log10(x)) al unui număr este logaritmul său în baza 10. Pentru orice numere raționale pozitive care nu sunt puteri cu exponent întreg ale lui 10 logaritmii acestora sunt numere iraționale.